# Бустанико
Бустанико (фр. Bustanico, корс. Bustanicu) — коммуна во Франции, находится в регионе Корсика. Департамент коммуны — Верхняя Корсика. Входит в состав кантона Голо-Морозалья. Округ коммуны — Корте.
Код INSEE коммуны — 2B045.

## Население
Население коммуны на 2008 год составляло 64 человека.
| 1962 | 1968 | 1975 | 1982 | 1990 | 1999 | 2008 |
| ---- | ---- | ---- | ---- | ---- | ---- | ---- |
| 109  | 123  | 97   | 75   | 66   | 77   | 64   |

## Экономика
В 2007 году среди 37 человек в трудоспособном возрасте (15—64 лет) 21 была экономически активными, 16 — неактивными (показатель активности — 56,8 %, в 1999 году было 44,4 %). Из 21 активных работали 19 человек (13 мужчин и 6 женщин), безработными были 2 мужчин. Среди 16 неактивных 5 человек были пенсионерами, 11 были неактивными по другим причинам.